# Arbeitsplatzrechner
Als Arbeitsplatzrechner oder Arbeitsplatzcomputer wird ein PC bezeichnet, der am Arbeitsplatz eines Menschen steht und zur Bildschirmarbeit genutzt wird. Das Gegenteil von Arbeitsplatzrechner sind Dienstrechner (Server). Die meisten Arbeitsplatzrechner sind klassische Desktop-Computer, aber auch Notebooks gehören dazu, sowie Fat und Thin Clients.
Der Hauptzweck eines Arbeitsplatzrechners ist, die Interaktion mit dem Nutzer in Anwendungsprogrammen zu ermöglichen.
Ein Arbeitsplatzrechner sollte speziell für seinen Einsatz ausgelegt sein. Das betrifft sowohl die Rechentechnik als auch die auf dem Rechner ausgeführten Programme. Wünschenswert sind insbesondere gute Ergonomieeigenschaften wie zum Beispiel:
- geringe Geräuschentwicklung durch bewegliche Teile (wie Festplatten, Prozessor-Lüfter usw.)
- hochwertiger großformatiger Bildschirm
- netzwerkfähiges und mehrbenutzerfähiges Betriebssystem

Die Programmausstattung enthält meist eine Desktop-Umgebung (wie etwa bei Windows üblich oder speziell das X Window System für unixähnliche Systeme) und je nach Anwendung zum Beispiel Programme aus den Bereichen Grafikerstellung und -bearbeitung, Programmierumgebungen oder Büroanwendungen.
Nach Ansicht des Landgerichts Kiel sind Arbeitsplatzrechner von Arbeitsrechnern zu unterscheiden, denn man würde „den Begriff des Arbeitsrechners weiter verstehen als den des bloßen Arbeitsplatzrechners und hierunter alle Computersysteme verstehen, die in dem Betrieb Funktionen, sei es als Eingabegerät oder als Server wahrnehmen“.